# Aspidosperma eteanum
Aspidosperma eteanum är en oleanderväxtart som beskrevs av Markgraf. Aspidosperma eteanum ingår i släktet Aspidosperma och familjen oleanderväxter. Inga underarter finns listade i Catalogue of Life.